# Tony Daykin
Anthony Albert „Tony“ Daykin (* 13. Mai 1955 in Taipeh) ist ein ehemaliger American-Football-Spieler. Er war der erste in Taiwan geborene Spieler der National Football League (NFL), wo er zwischen 1977 und 1981 auf der Position des Linebackers spielte.

## Karriere
Daykin spielte von 1974 bis 1976 College Football an der Georgia Tech für die Georgia Tech Yellow Jackets. Bereits in seiner ersten Saison war er Starter auf der Position des Defensive Lineman. 1975 verlor er diese Rolle, konnte aber in seiner letzten Saison wieder Starter werden, diesmal als Defensive Back. Zusätzlich war er Team Captain.
Im NFL Draft 1977 wurde er als 293. Spieler in der elften Runde von den Detroit Lions ausgewählt. Die Nummer 58 konnte in seiner ersten Saison bereits in jedem Spiel auflaufen, meistens in den Special Teams. 1979 wechselte er als Free Agent zu den Atlanta Falcons, wo er die Nummer 55 trug. Im September 1982 wurde er von den Falcons auf der Injured Reserve List platziert und spielte danach kein Spiel mehr.
Seit 2010 ist er Mathelehrer an der Kell High School in Marietta, Georgia. Er ist zusätzlich Trainer der Safeties des Schul-Football-Teams.